# Clausena kanpurensis
Clausena kanpurensis är en vinruteväxtart som beskrevs av J.F. Molino. Clausena kanpurensis ingår i släktet Clausena och familjen vinruteväxter. Inga underarter finns listade i Catalogue of Life.